# Sportfreunde Stiller

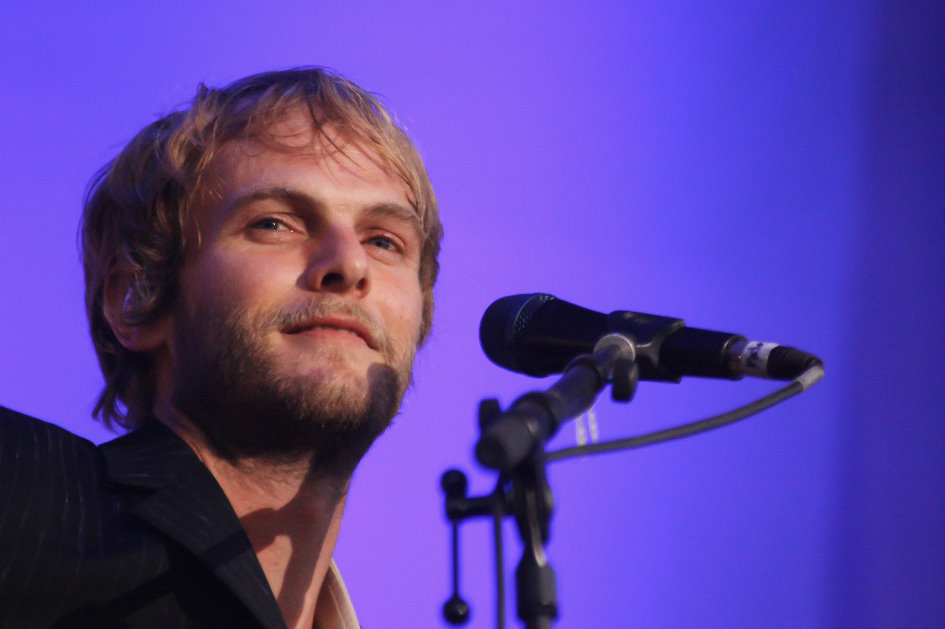
Peter S. Brugger al Novarock 2010

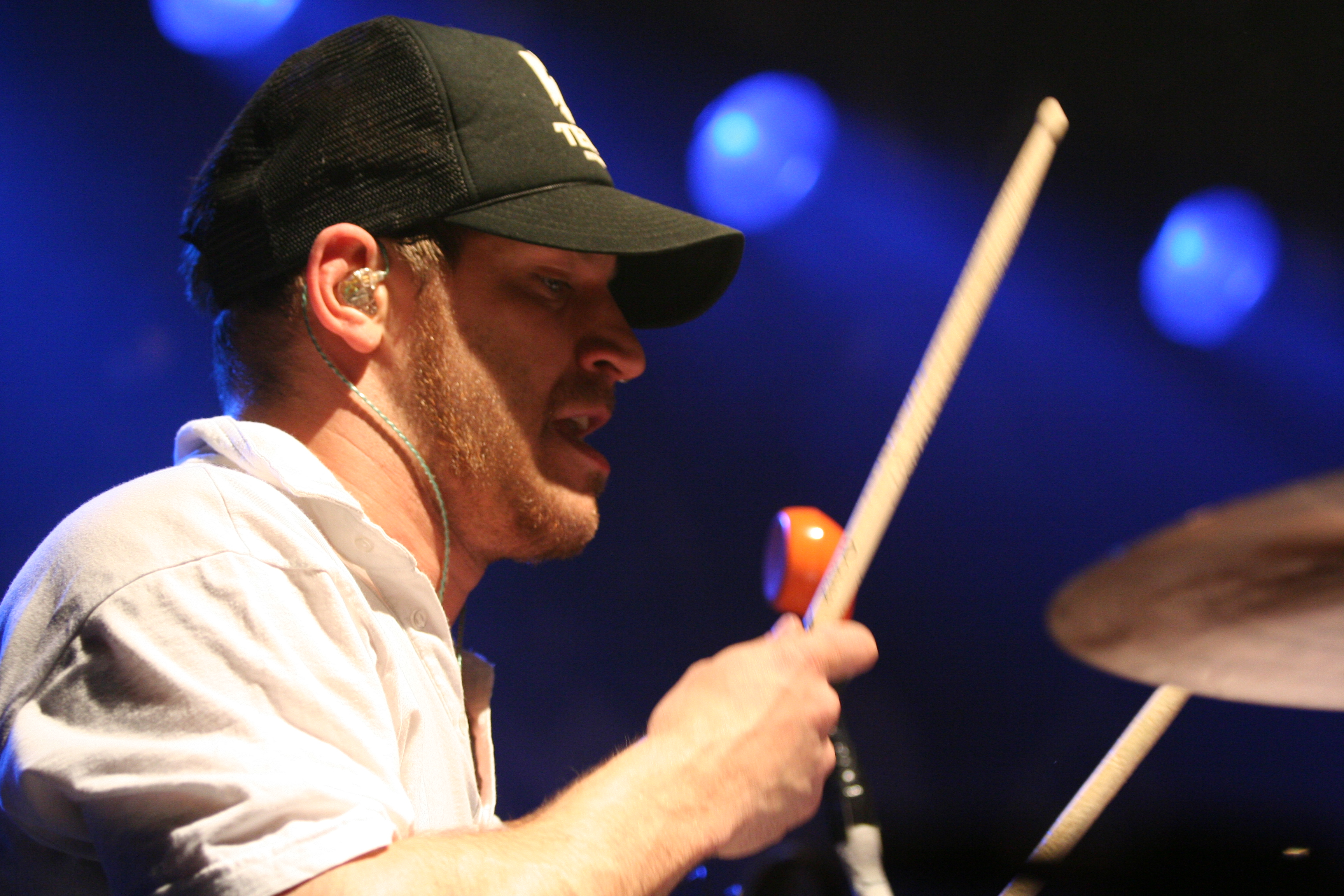
Florian Weber a la bateria a un concert a Schrobenhausen

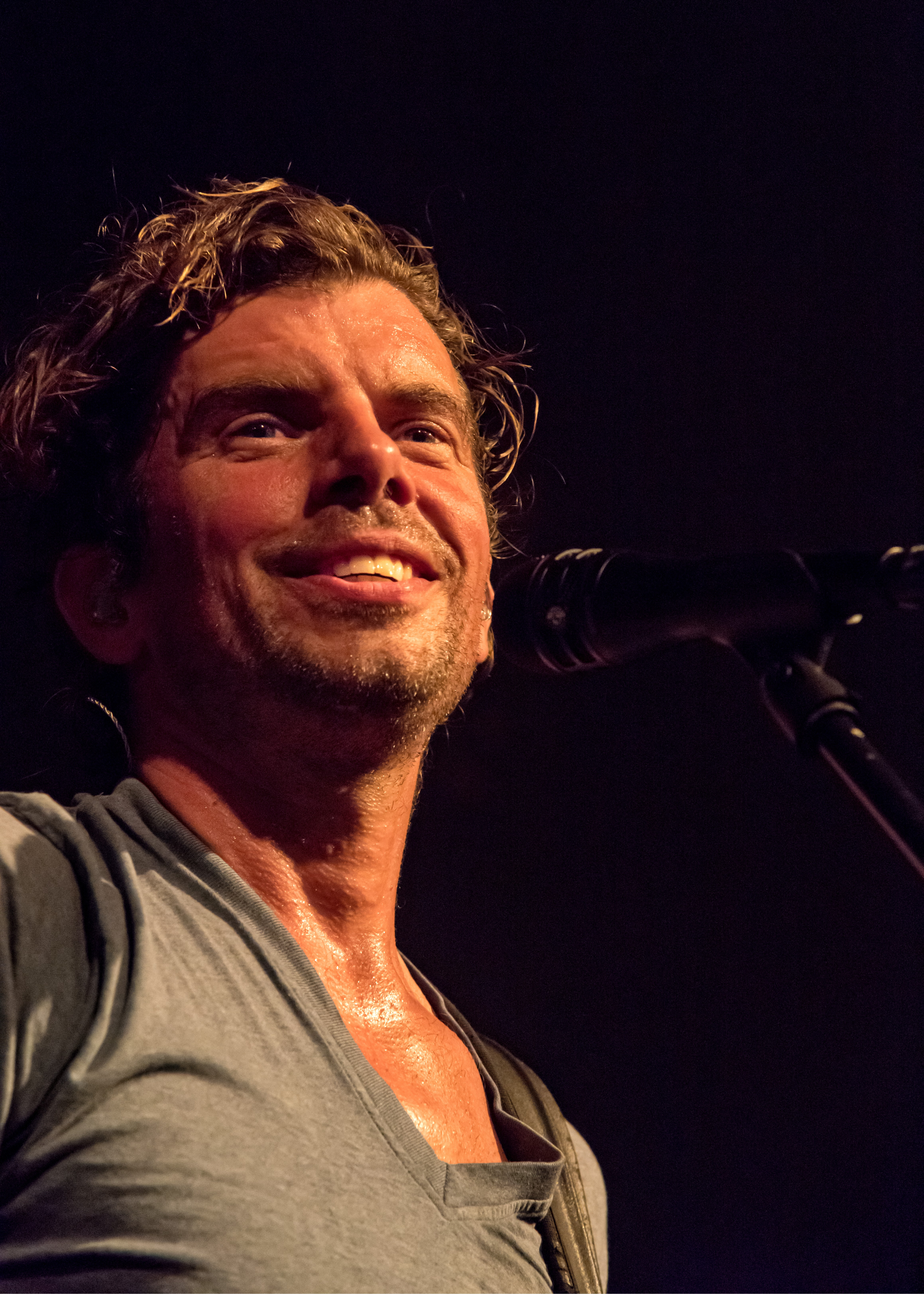
Rüdiger „Rüde“ Linhof Zelt-Musik-Festival 2017 Friburg, Alemanya

Sportfreunde Stiller és un grup de música rock en alemany procedent de Germering, prop de Múnic, Baviera.

## Història
El grup fou format l'any 1996 per Peter Brugger (guitarrista i cantant), Florian Weber (bateria i veus) i Andi Erhard (baix) amb el nom de Stiller. El nom feia referència a Hans Stiller, l'entrenador de futbol del SV Germering, al qual jugaven Peter i Florian. Peter havia format part abans del grup Project Paul amb Florian Zwietnig i Oliver Pade, qui actualment són membres dels grups Mediengruppe Telekommander i Faun, respectivament. Un any després Andi Erhard fou substituït al baix per Rüdiger Linhof. Finalment, la banda hagué de canviar el seu nom, afegint davant Sportfreunde (amics del futbol, apel·latiu que apareix sovint a noms de clubs esportius) degut a problemes de drets amb una banda d'Hamburg que ja es deia Stiller.
El mànager de la banda és Marc Liebscher (Blickpunkt Pop). Per altra banda, el productor és Uwe Hoffman, qui també produeix entre altres a Die Ärzte.
El primer àlbum del grup, So wie einst Real Madrid, fou publicat l'any 2000.
Al Bundesvision Song Contest 2008 la banda aconseguí la desena posició per a l'Estat de Baviera amb la cançó Antinazibund.
Després de la publicació de l'àlbum MTV: Unplugged in New York la banda anuncià que es prendria un descans indefinit

## Altres projectes dels membres
Florian Weber toca des de l'any 2002 a la banda Bolzplatz Heroes. A més a més Peter Brugger toca des del 2002 amb el seu germà Olli a la banda d'electropop TipTop. Rüdiger Linhof toca el baix i la guitarra a la banda Flamingo amb altres membres de l'Emili Bulls. Finalment, Florian Weber ha escrit una novel·la anomenada “You’ll never walk alone” (Rowohlt, 2006).

## Discografia

### Àlbums d'estudi
1. | • So wie einst Real Madrid (2000)                                                                                                                                                                                                                                                                        |
| --- |
| 1. Rocket Radio 2. Einmal Mond und zurück 3. Fast wie von selbst 4. '94 (novanta quattro) 5. Alles liebe, alles Gute 6. Aber besser wär's 7. Heimatlied 8. Wunderbaren Jahren 9. Hockey (feld) 10. Willkommen im Club 11. Money Mark 12. Wir müssen gewinnen 13. Jericho 14. Spitze 15. Wellenreiten '54 |
2. | • Die gute Seite (2002) |
| ----------------------- |
|                         |
3. | • Burli (2004) |
| -------------- |
|                |
4. | • You Have to Win Zweikampf (2006) |
| ---------------------------------- |
|                                    |
5. | • La Bum (2007) |
| --------------- |
|                 |

### Àlbums en directe
1. | • Live / Evil (2004) |
| -------------------- |
|                      |
2. | • MTV Unplugged in New York (2009) |
| ---------------------------------- |
|                                    |

### EP's

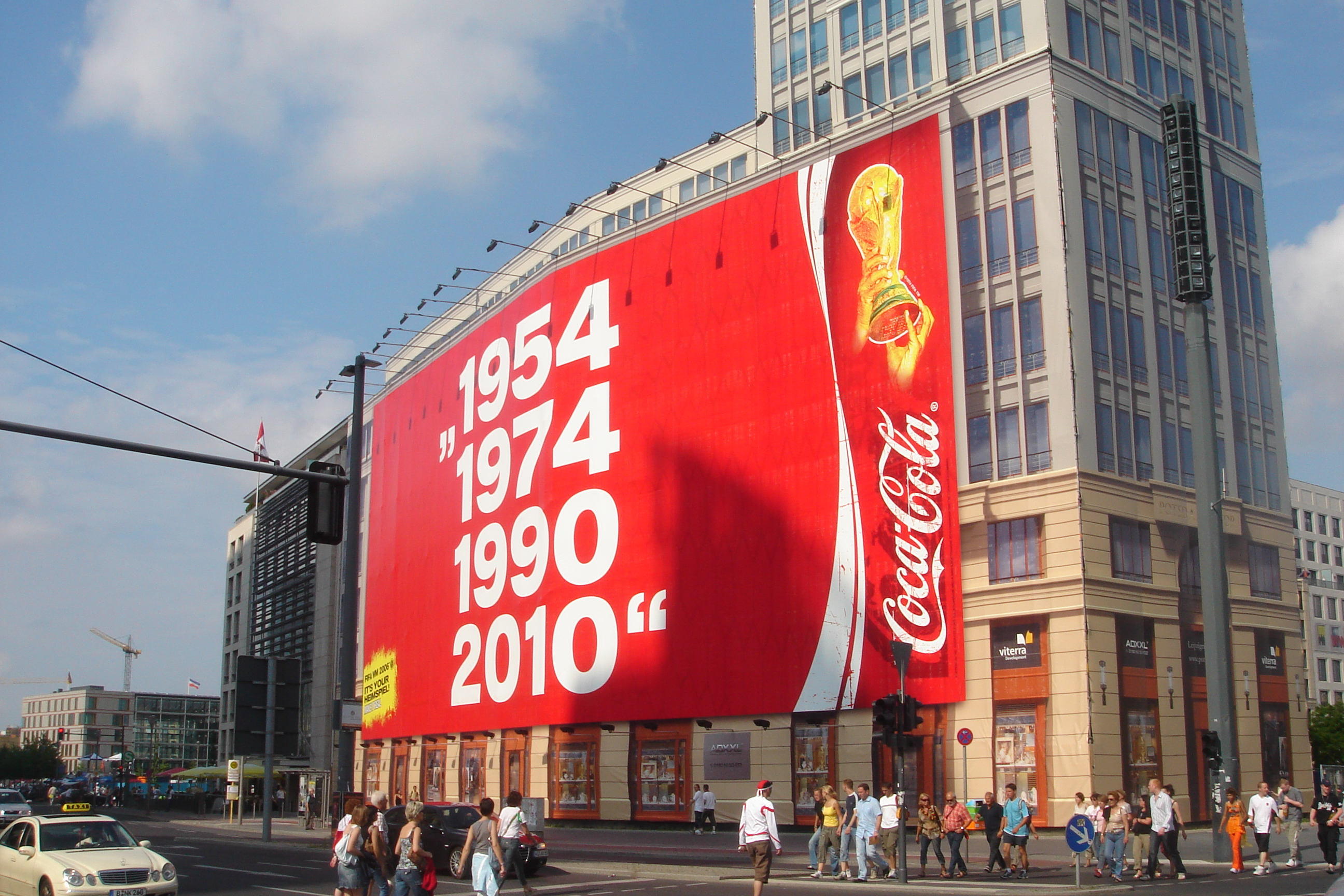
Cartell a la Potsdamer Platz de Berlin

- 1996: Macht doch was Ihr wollt – Ich geh’ jetzt!
- 1998: Thonträger

### Senzills
- 2002: Ein Kompliment
- 2002: Tage wie dieser
- 2003: Ans Ende denken wir zuletzt
- 2004: Siehst Du das genauso?
- 2004: Ich, Roque!
- 2004: 1. Wahl
- 2004: Ein kleiner Schritt (en directe)
- 2006: '54, '74, '90, 2006 / '54, '74, '90, 2010
- 2006: Pogo in Togo
- 2006: Eine Liebe, die nie endet
- 2007: Alles Roger!
- 2007: (Tu nur das) Was dein Herz dir sagt
- 2008: Antinazibund
- 2009: Ein Kompliment (Unplugged)
- 2009: Ich war noch niemals in New York (Unplugged)
- 2010: Lass mich nie mehr los (Unplugged)

### Splits
- 2000: Ready, Sport… go! 1 (Dancing with Tears in my Eyes) (juntament amb Readymade)
- 2001: Ready, Sport… go! 2 (Friday I'm in Love) (juntament amb Readymade)
- 2002: Ready, Sport… go! 3 (Schwule Mädchen) (juntament amb Readymade)

### Altres Publicacions
- 1999: Wellenreiten '54
- 2000: Fast wie von selbst
- 2000: Heimatlied
- 2002: Komm schon
- 2010: Ich, Roque (Unplugged)

### DVD's
- 2003: Ohren zu und durch
- 2004: Siehst Du das genauso??? (Burli Limited Edition)
- 2007: Li Ve im Li do (La Bum Limited Edition)
- 2009: MTV Unplugged in New York

## Premis
- Radio Galaxy Award
  - El 2001 com a artista revelació.

- Echo
  - El 2003 a la categoria de „Rock National“
  - El 2007 a la categoria de „Rock/Alternative National“

- Eins Live Krone
  - El 2006 a la categoria de „Beste Single“ (Millor Senzill) amb "54, '74, '90, 2006"
  - El 2007 a la categoria de „Beste Band“ (Millor Banda)

## Curiositats
Dedicaren una de les seues cançons, "Ich, Roque!", al davanter Roque Santa Cruz, quan jugava al Bayern de Múnic, club del qual els membres són aficionats.